# قصر لمدينت
قصر لمدينت هو قصرٌ (قريةٌ محصنة) في المغرب، يقعُ في منطقة أمرزڭان. بني هذا القصر بتقنية التربة المدكوكة، حيثُ استعمل فيه الطين.